# 湯瑪士·麥卡錫
湯瑪士·约瑟夫·「湯姆」·麥卡錫（英語：Thomas Joseph "Tom" McCarthy，1966年6月7日—），美国电影导演、编剧和演员，执导的主要电影有《下一站，幸福》、《不速之客》和《驚爆焦點》。他以自編自導的2015年電影《驚爆焦點》獲得第88屆奧斯卡金像獎最佳影片獎和最佳原創電影劇本獎。

## 生平
麥卡錫生长于新泽西州的New Providence，是家里5个孩子中的一员，父亲Eugene F. "Gene" McCarthy在纺织厂工作。毕业于耶鲁大学戏剧学院。
麥卡錫执导的首部电影《下一站，幸福》赢得2003年圣丹斯影展观众奖和编剧奖，以及英国电影学院奖最佳原创剧本和独立精神奖最佳编剧处女作奖。第二部作品《不速之客》在2007年多伦多影展上首映，赢得独立精神奖最佳导演奖。
2015年电影《驚爆焦點》赢得独立精神奖最佳影片、最佳导演、最佳编剧，卫星奖最佳影片、最佳导演、最佳原创剧本，评论家选择奖最佳影片，国家影评人协会最佳影片、最佳编剧，美国编剧工会奖最佳原创剧本，英国电影学院奖最佳原创剧本，以及奧斯卡最佳影片獎和最佳原創劇本獎。
亦曾參演参演《拜见岳父大人》、《晚安好运》等电影，以及《火线重案组》、《高校風雲》、《法律与秩序》等电视剧。

## 作品
- 下一站，幸福/The Station Agent (2003) – 编剧/导演
- 不速之客/The Visitor (2008) – 编剧/导演
- Up (2009) –编剧
- 幸福雙贏/Win Win (2011) – 编剧/导演
- Million Dollar Arm (2014) – 编剧
- 命運鞋奏曲/The Cobbler (2014) – 编剧/导演
- 驚爆焦點/Spotlight (2015) – 联合编剧/导演
- 摯友維尼/Christopher Robin (2018) – 编剧
- 蒂米·菲列：错已铸成/Timmy Failure: Mistakes Were Made (2020) – 编剧
- 静水城/Stillwater (2021) – 编剧